# Hegedűverseny (Beethoven)
Ludwig van Beethoven D-dúr hegedűversenye (op. 61.) 1806-ban készült, a komponista egyetlen e műfajban készült alkotása, „a hegedűversenyek fejedelme”, a klasszikus hegedűirodalom páratlan remeke.

## A darab keletkezése
A hegedűversenyt Franz Clement, a korszak híres hegedűművésze rendelte meg Beethoventől. Ismerve Beethoven munkastílusát, hogy egyszerre több darabon is dolgozgat, ezért szelíd sürgetésként a bemutató időpontját is kitűzte, 1806. december 23-ára. Mindemellett rendszeresen meg is látogatta a zeneszerzőt, hogy ellenőrizze a munka haladását. Carl Czerny, a későbbi zongorista és zenepedagógus, Beethoven növendéke volt akkor, és ő számolt be arról, hogy mestere viszonylag gyorsan elkészült a hegedűversennyel – fejben –, de néhány vázlaton kívül nem jegyezte le. A bemutató úgy zajlott le a Theater an der Wien színháztermében, hogy Clement egyetlen zenekari próba nélkül, a frissen írt kottából játszotta le a hegedűversenyt. A korabeli zenészeknek, így Clementnek sem okozott problémát a „blattolás”, már csak azért sem, mert a gyakori látogatások révén ismerte a darab lényegét, és a zenekarok is hozzászoktak a próba nélküli játékhoz.
A bemutató sikert hozott a zeneszerző számára, a közönség lelkesedett, de a kritikusok és a szakmabeliek egy része túlságosan „újszerűnek” ítélte, Beethoven régi stílusát, az I. szimfónia és a megszokott darabok szellemiségét hiányolták.
A hegedűversenyt Beethoven később zongoraversennyé is átírta, ez azonban nem vált maradandóvá. A D-dúr hegedűverseny annyira a hegedű sajátosságaira épül, annyira anyagszerűen van megírva, hogy egyszerűen nem is válhatott mássá.

## A zene
A versenymű dallamfűzésében népzenére emlékeztető elemeket fedezhetünk fel. A darab a korabeli hegedűsöktől komoly technikai képzettséget kívánt, ám komoly kihívást jelent napjaink „csak” virtuóz hegedűsei számára is, a hangszer mélyről fakadó, bensőséges hangjának megszólaltatása okán. Szerkesztésében fontos, hogy a zenekart és a szólistát egyenrangú szereppel ruházza fel, ugyanakkor a zenekari bevezető részek mégis kiemelik, előkészítik a magánszólam ünnepélyességét.
A hegedűverseny háromtételes:
1. Allegro, ma non troppo
2. Larghetto
3. Rondo

A szonátaformában megírt első tételben viszonylag hosszú, mintegy három perces zenekari bevezető készíti elő a hegedű belépését. Jellegzetes az indító öt üstdobütés alkalmazása a zenekari expozíció elején, ami a versenymű további részeiben is felidéződik, akár más hangszereken is. A hegedűszólam virtuóz menetekkel indít, amit a főtéma bemutatása követ. A melléktémát a zenekar szólaltatja meg a hegedű trillái alatt.
A második, lassú tétel is zenekari bevezetővel indul, alaptémája egyszerű, lírai, mindössze három hangból áll, ám ezt a hegedű a tétel során sohasem játssza el, egyszer mintegy körbeöleli, máskor mintha válaszolna rá. Az első tételben bemutatott pontozott ritmusképlet itt is megjelenik.
A zárótétel rondót a hegedű indítja, közvetlenül (attaca) a középső tétel kadenciája után, a zenekar pedig finoman követi. A többször visszatérő téma „vadászat” jellegű, 6/8-os ütemben. Fontos megjegyezni, hogy a zenekari kürtök itt is – mint végig a versenymű során – rendszeresen alátámasztják a hegedű szólamát.